# Lilys
Lilys este o formație americană de indie rock fondată în Washington, D.C. în 1988. Singurul membru constant al trupei este Kurt Heasley.